# لويد براون (لاعب كرة قاعدة)
لويد براون (بالإنجليزية: Lloyd Brown) هو لاعب كرة قاعدة أمريكي، ولد في 25 ديسمبر 1904 في بيفيل في الولايات المتحدة، وتوفي في 14 يناير 1974 في أوبا لوكا في الولايات المتحدة.

## وصلات خارجية
- لويد براون على موقع دوري كرة القاعدة الرئيسي (الإنجليزية)
- لويد براون على موقعبيزبول رفرنس.كوم (الدوري الرئيسي) (الإنجليزية)
- لويد براون على موقعبيزبول رفرنس.كوم (الدوري الثانوي) (الإنجليزية)
- لويد براون على موقع إي إس بي إن.كوم (أم.أل.بي) (الإنجليزية)
- لويد براون على موقع مشجعي الرسوم البيانية (الإنجليزية)